# Francesc Xavier Capell
Francesc Xavier Capell Alonso (Lérida, 1968) es un director de cine de serie z español. Comenzó trabajando como dibujante de historietas y de películas de animación para varias productoras de cine como Walt Disney Pictures. En 1992 crea la productora FXC Produccions y realiza su primer cortometraje llamado Electricman. En 1997 estrena su primer largometraje, Científicamente perfectos en la que participó Paul Naschy, y que narra la creación de un monstruo, inspirándose en Frankenstein o el moderno Prometeo de Mary Shelley. La película tendría una buena acogida de la crítica, y sería estrenada en Estados Unidos con el título Scientifically perfect. En 2001 realiza otro largometraje llamado ¡Por Júpiter! si bien fue comercializado en el mercado doméstico, que se basó en la obra de teatro Catalans a la romana de Joan Rosquellas. En 2004 estrena Los ojos del engaño que volvió a ser comercializada en cines, en donde recibió apoyo por parte del Cuerpo Nacional de Policía de Lleida. En 2010 estrena la película El caballero del antifaz adaptación de la historieta El guerrero del antifaz que tardó siete años en realizarse y que fue comercilizada en cines de Cataluña, Valencia, Madrid, Aragón, Andorra, Castilla, etc.